# Het jaar van de opvolging
Het jaar van de opvolging is een vierdelige televisieserie uit 1998 van de VPRO.

## Verhaal
Het is 2010. Minister-president Willem Rahusen maakt bekend zich na zestien jaar premierschap niet herkiesbaar te stellen, en wijst de relatief onervaren medicus en kamerlid Gijs van Dorp aan als zijn opvolger. Het lijkt een gelopen race en Van Dorp wordt al aangekondigd als 'de volgende minister-president', maar al snel blijkt de weg naar de top niet makkelijk: huwelijksproblemen, een mysterieuze virusziekte, een verkeersongeluk en de onwil van de kroonprins om zijn moeder op te volgen als staatshoofd zorgen voor spanningen.

## Thema
De serie was onder meer geïnspireerd op de val van Elco Brinkman als opvolger van Ruud Lubbers in 1994, en werd door de makers in de toekomst gesitueerd om 'meer vrijheden te hebben' bij het filmen. Verder kreeg Launspach als regie-aanwijzing 'Tony Blair, denk aan Tony Blair'. De politieke situatie leek een extrapolatie van de hoogtijdagen van de Paarse kabinetten onder Wim Kok: de partij van Rahusen en van Dorp, de Partij van de Vrijheid (PvdV), is ontstaan uit het samengaan van de rechtervleugel van de PvdA en de VVD en bezet niet minder dan 65 kamerzetels. De voornaamste politieke bedreiging is de opkomst van de ouderenpartijen als gevolg van de toenemende vergrijzing. Van de opkomst van het populisme en de grote rol die vraagstukken rond migranten begin 21e eeuw in de werkelijke Nederlandse politiek gingen spelen, valt in de serie niets te merken. Voor de serie werd de vergaderzaal van de Tweede Kamer in een sporthal nagebouwd. Felix Rottenberg gaf scenario-adviezen.

## Rolverdeling
- Rik Launspach - Gijs van Dorp
- Coen Flink - Willem 'Ra' Rahusen
- Renée Soutendijk - Sjoukje van Dorp
- Victor Löw - Frank Oosterling
- Will van Kralingen - Marleen
- Pierre Bokma - Frans Breman
- Marjon Brandsma - Koningin
- Porgy Franssen - Kroonprins
- Dries Smits - Freek Schultz (KVN)
- Khaldoun Elmecky - Frits Löwenhart (SP)
- Netty Blanken - Martine Oudgeest (D99)
- Titus Muizelaar - Fred Garenstroom
- Roeland Fernhout - Wim Langman
- René van Zinnicq Bergmann - Floris Cuyck